# 坳上站
坳上站是一个京广线上的铁路车站，位于中华人民共和国湖南省郴州市苏仙区坳上镇，目前为四等站，目前仅办理货运业务：仅办理专用线、专用铁路货运作业，站内设有通往解放军54034部队的专用线。
车站建于1936年，当时站内仅设有2条股道。在京广铁路衡广复线建设期间新建面积366平方米的站房，同时站内股道规模扩建至2台5线，1988年11月24日落成开通。